# Castillo de Jarafuel
El castillo de Jarafuel en la provincia de Valencia, es una fortaleza de origen musulmán, construida en el siglo XII, que se sitúa en el centro de la población (Jarafuel). 

## Descripción
El castillo se encuentra en ruinas, restando los restos de un torreón cilíndrico y parte de un lienzo de su muralla a la que se adosó una ermita de planta cuadrada y cubierta a dos aguas.